# Radstockiceras
Radstockiceras es un género extinto de amonites del Jurásico Inferior que vivió desde la zona de Oxynotio del Sinemuriense superior hasta la zona de Raricostatio del Pliensbachiense inferior.
Las conchas de estos animales eran oxiconas e involutas con ombligo que tomaba como máximo un 12 % de diámetro en el caso de los verticilos externos. En los verticilos internos, venter ha sido afilado, pero luego se volvió redondeado. Las costillas tenues tenían forma de falcoide, pero a veces, las costillas podían faltar. Las conchas podrían haber sido grandes en su tamaño. La sutura ha sido muy compleja, similar a Oxynoticeras, pero falta la culminación en el margen umbilical. El género lleva el nombre de la ciudad de Radstock, en Somerset.

## Distribución
Los fósiles pertenecientes a este género se encuentran en Europa, América del Sur, África del Norte y Turquía.